# 瓦亞諾 (拉斯塔布斯區)
瓦亞諾（西班牙語：Bayano），是巴拿馬的城鎮，位於該國中南部，由洛斯桑托斯省的拉斯塔布斯區負責管轄，面積112.8平方公里，海拔高度3米，2010年人口660，人口密度每平方公里5.85人。